# Флаг Томской области
Флаг То́мской области является символом общественно-исторического и государственно-административного статуса Томской области Российской Федерации. Принят решением Государственной Думы Томской области от 29 мая 1997 года № 463. (Закон Томской области «О гербе и флаге Томской области»).
Флаг Томской области не внесён в Государственный геральдический регистр Российской Федерации. Внесение флага в Государственный геральдический регистр Российской Федерации является предметом конфликта областной думы и Геральдического совета при Президенте Российской Федерации.

## Описание
Флаг Томской области представляет собой прямоугольное полотнище белого цвета с отношением ширины флага к его длине — 2:3. В центре полотнища помещается изображение герба Томской области размером 1/3 от его площади. Обратная сторона флага зеркально повторяет его лицевую сторону. 

Флаг для торжественных случаев имеет дополнение золотого цвета из бахромы и двух лент с кистями. Ленты разной длины крепятся в верхнем левом углу флага.
Белый и зелёный цвета герба и флага являются традиционными для Сибири: зелёный символизирует лес, белый — снег.